# Enterbrain
Enterbrain (japonsky エンターブレイン), dříve Kabušiki gaiša Enterbrain (japonsky 株式会社エンターブレイン, Kabušiki gaiša Entáburein), je japonské nakladatelství a divize společnosti Kadokawa Future Publishing se sídlem v Tokiu. Bylo založeno 30. ledna 1987 jako ASCII Film (japonsky アスキー映画株式会社, Asukí Eiga kabušiki gaiša). Enterbrain vydává většinou časopisy se zaměřením na videohry a počítače.

## Časopisy
- Gekkan Arcadia (1999–2015)
- Sarabure (1995–dosud)
- Comic Beam (1995–dosud)
- Tech Gian (1996–???)
- Famicú (2000–2013)
  - Famicú PS2
  - Famicú Xbox
  - Famicú DS + Cube & Advance
  - Famicú Connect! On
  - Famicú Comic Clear
- Magi-Cu (2001–2007)
- Harta (dříve Fellows!; 2008–dosud)[2]
- B's LOG
- B's LOG COMIC
- TECH Win DVD
- LOGiN
- Logout Tabletalk RPG Series

## Software
- RPG Maker: nástroj pro tvorbu RPG
- Fighter Maker: nástroj pro tvorbu bojových her
- Sim RPG Maker: nástroj pro tvorbu taktických RPG
- Shooter Maker: nástroj pro tvorbu shoot 'em up her
- IG Maker: nástroj pro tvorbu plošinovek, dobrodružných a shoot 'em up her. Podporuje také tvorbu her pro konzoli Xbox 360.

## Light novely
Enterbrain vydává light novely pod svou obchodní značkou Famicú Bunko, která byla založena v roce 1998 a zaměřuje se na mladé mužské publikum. Mimoto provozuje obchodní značky B's-LOG Bunko a B's-LOG Bunko Alice, jež se zaměřují na dívky, a KCG Bunko, které cílí na teenagery.
Nakladatelství také vydává knižní série samostatně, tedy bez své obchodní značky. Jsou jimi například Jódžo senki a Overlord.